# Fibrex Săvinești
Le Fibrex Săvinești est un ancien club de handball basé à Săvinești en Roumanie.

## Palmarès
- Championnat de Roumanie (2) : 2001-2002, 2002-2003
- Coupe de Roumanie (3) : 2002, 2003, 2004